# CF Pachuca
A Club de Fútbol Pachuca (legismertebb becenevén Tuzos, azaz Tasakospatkányok) a mexikói labdarúgás egyik meghatározó csapata, otthona Hidalgo állam fővárosa, Pachuca de Soto. A klub hétszeres bajnok és a CONCACAF-bajnokok ligája ötszörös győztese. 1901-es alapításával a legrégebbi mexikói focicsapat, jelenleg is az első osztályú bajnokságban játszik.

## Története
Az 1901-ben alapított Pachuca Athletic Club volt Mexikó első labdarúgócsapata és a Reforma Athletic Clubbal, az Orizaba AC-vel, a British Club FC-vel és a México Cricket nevű csapatokhoz ötödikként társulva az amatőr fővárosi bajnokság első résztvevője. 1904-ben ezt a bajnokságot a Pachuca nyerte, 1905-ben pedig a Copa Tower nevű kupát is elhódították. Ezek a csapatok azonban külföldi, főleg angol játékosokból álltak, az első mexikói, David Islas 1908-ban csatlakozott a Pachucához. 1912-ben ismét megnyerték a Copa Towert, 1915-re pedig már többségbe kerültek a keretben a mexikói játékosok. 1918-ban és 1920-ban ismét bajnokok lettek az amatőr ligában.
Amikor a professzionális bajnokság indult (1943-ban), a Pachuca még messze volt az első osztálytól. Csak 1951-ben mutatkozott be a másodosztályban, 7 év múlva pedig felavatták első stadionjukat, az Estadio Revolución Mexicanát. Az első osztályba 1967-ben jutottak fel, első meccsüket 1967. március 26-án játszották. Első külföldi szereplésükre Hondurasban került sor 1968. február 17-én.
Az első pachucai játékos, aki a mexikói labdarúgó-válogatottban szerepelt, Juan Manuel Medina volt, aki 1971. február 17-én mutatkozott be a nemzeti csapatban. A csapat azonban nem szerepelt túl sikeresen a bajnokságban: bár 1971-ben még megmenekültek a kieséstől, 1973-ban viszont visszacsúsztak a másodosztályba. A feljutás sokáig nem sikerült: 1985-ben az Irapuato, 1986-ban a Cobras de Querétaro ellen vesztették el a feljutásért vívott döntőt.
1992-ben azonban másodszor is sikerült a feljutás, sőt, még abban az évben történelmi, 5–0-s győzelmet arattak az América ellen is. 1993-ban felavatták az új stadionjukat, az Estadio Hidalgót, azonban a csapat megint kiesett a másodosztályba, ahonnan csak 1996-ban jutott vissza ismét, abban az évben, amikor a hírneves Ultra Tuza szurkolói csoport is megalakult. 1997-ben ünnepelhették az első pachucai első osztályú gólkirályt Lorenzo Sáez személyében, de még abban az évben harmadszor is búcsúzni kényszerültek az élvonaltól. Igaz, a következő évben azonnal visszajutottak megint.
Ettől az időszaktól kezdődött a csapat legsikeresebb időszaka: az 1999-es téli bajnokságban megszerezték első bajnoki címüket, melyet 2001 telén, a 2003-as Apertura bajnokságban, a 2006-os Clausurában, a 2007-es Clausurában, a 2016-os Clausurában és a a 2022-es Aperturában újabb hat aranyérem követett, ráadásul utóbbi idény döntőjében két meccsen összesen 8 gólt szereztek a Toluca ellen, ami az 1996 óta eltelt időszakot (a féléves tornák időszakát) tekintve rekord.
2017-ben a FIFA-klubvilágbajnokságon története legjobb eredményét elérve bronzérmet szerzett.

## Bajnoki eredményei
A csapat első osztályú szereplése során az alábbi eredményeket érte el:

### A régi rendszerben
| Év        | Helyezés |
| --------- | -------- |
| 1967–1968 | 12. hely |
| 1968–1969 | 10. hely |
| 1969–1970 | 8. hely  |

### A rájátszásos rendszerben
| Év                | Alapszakasz-helyezés                                                           | Eredmény a rájátszásban |
| ----------------- | ------------------------------------------------------------------------------ | ----------------------- |
| México 1970       | 3. hely                                                                        | 5. hely                 |
| 1970–1971         | 15. hely                                                                       |                         |
| 1971–1972         | 11. hely                                                                       |                         |
| 1972–1973         | 18. hely                                                                       |                         |
| 1992–1993         | 18. hely                                                                       |                         |
| 1996 tél          | 17. hely                                                                       |                         |
| 1997 nyár         | 15. hely                                                                       |                         |
| 1998 tél          | 16. hely                                                                       |                         |
| 1999 nyár         | 9. hely                                                                        |                         |
| 1999 tél          | 7. hely                                                                        | Bajnok                  |
| 2000 nyár         | 16. hely                                                                       |                         |
| 2000 tél          | 4. hely                                                                        | Negyeddöntős            |
| 2001 nyár         | 6. hely                                                                        | 2. hely                 |
| 2001 tél          | 3. hely                                                                        | Bajnok                  |
| 2002 nyár         | 12. hely                                                                       |                         |
| 2002 Apertura     | 20. hely                                                                       |                         |
| 2003 Clausura     | 14. hely                                                                       |                         |
| 2003 Apertura     | 3. hely                                                                        | Bajnok                  |
| 2004 Clausura     | 8. hely                                                                        |                         |
| 2004 Apertura     | 3. hely                                                                        | Negyeddöntős            |
| 2005 Clausura     | 14. hely                                                                       |                         |
| 2005 Apertura     | 6. hely                                                                        | Elődöntős               |
| 2006 Clausura     | 1. hely                                                                        | Bajnok                  |
| 2006 Apertura     | 7. hely                                                                        | Elődöntős               |
| 2007 Clausura     | 1. hely                                                                        | Bajnok                  |
| 2007 Apertura     | 9. hely                                                                        |                         |
| 2008 Clausura     | 10. hely                                                                       |                         |
| 2008 Apertura     | 12. hely                                                                       |                         |
| 2009 Clausura     | 1. hely                                                                        | 2. hely                 |
| 2009 Apertura     | 8. hely                                                                        |                         |
| 2010 Bicentenario | 8. hely                                                                        | Elődöntős               |
| 2010 Apertura     | 7. hely                                                                        | Negyeddöntős            |
| 2011 Clausura     | 13. hely                                                                       |                         |
| 2011 Apertura     | 6. hely                                                                        | Negyeddöntős            |
| 2012 Clausura     | 6. hely                                                                        | Negyeddöntős            |
| 2012 Apertura     | 13. hely                                                                       |                         |
| 2013 Clausura     | 11. hely                                                                       |                         |
| 2013 Apertura     | 14. hely                                                                       |                         |
| 2014 Clausura     | 6. hely                                                                        | 2. hely                 |
| 2014 Apertura     | 7. hely                                                                        | Negyeddöntős            |
| 2015 Clausura     | 7. hely                                                                        | Elődöntős               |
| 2015 Apertura     | 12. hely                                                                       |                         |
| 2016 Clausura     | 2. hely                                                                        | Bajnok                  |
| 2016 Apertura     | 2. hely                                                                        | Negyeddöntős            |
| 2017 Clausura     | 10. hely                                                                       |                         |
| 2017 Apertura     | 12. hely                                                                       |                         |
| 2018 Clausura     | 9. hely                                                                        |                         |
| 2018 Apertura     | 10. hely                                                                       |                         |
| 2019 Clausura     | 7. hely                                                                        | Negyeddöntős            |
| 2019 Apertura     | 9. hely                                                                        |                         |
| 2020 Clausura     | 11. hely Nem hivatalos eredmény, mivel a bajnokságot 10 forduló után törölték. |                         |
| 2020 Apertura     | 9. hely                                                                        | Negyeddöntős            |
| 2021 Clausura     | 8. hely                                                                        | Elődöntős               |
| 2021 Apertura     | 15. hely                                                                       |                         |
| 2022 Clausura     | 1. hely                                                                        | 2. hely                 |
| 2022 Apertura     | 4. hely                                                                        | Bajnok                  |
| 2023 Clausura     | 5. hely                                                                        |                         |
| 2023 Apertura     | 11. hely                                                                       |                         |
| 2024 Clausura     | 7. hely                                                                        | Negyeddöntős            |

## Stadion
A Pachuca otthona korábban az Estadio Revolución Mexicana volt, ma a rendkívül modern, ám mexikó mércével mérve nem túl nagy (30 000 fő befogadóképességű) Estadio Hidalgo. A stadiont 1993. február 14-én avatták fel, majd átépítése után 2004. augusztus 1-jén újra felavatták. Az 5 öltözővel rendelkező épület korábban több kisebb vagy amatőr csapat otthonául is szolgált, és itt játszott a Toros Neza is (Toros Hidalgo néven), amikor ideiglenesen Pachuca városába költözött.

## Utánpótlás
A Pachuca több mint 200 utánpótlás-iskolát működtet, ebből 7 az USA területén található, 197 pedig Mexikóban: 44 México államban, 20 Mexikóvárosban, 16–16 Veracruz és Hidalgo államokban, 10–10 Guanajuatóban, Jaliscóban és Pueblában, 7 Oaxacában, 5–5 Querétaróban, San Luis Potosíban, Tamaulipasban és Tlaxcalában, 4 Coahuila és Zacatecas területén, 3 Chiapas, Chihuahua, Colima, Guerrero, Michoacán, Morelos, Quintana Roo és Tabasco államokban, 2 Campeche, Déli-Alsó-Kalifornia, Sonora és Yucatán területén és 1–1 Aguascalientesben, Alsó-Kaliforniában, Nayaritban és Sinaloában.

## A csapat becenevei
A Pachucát legtöbben Tuzos néven emlegetik. A tuzo a tuza nevű állat nevének hímnemű változata, ami magyarra tasakospatkányként fordítható. Erről az ürgeszerű ásóállatról azért kapták nevüket, mert Pachuca de Soto sokáig bányászváros volt.
A csapat másik elnevezése az El Equipo de México, vagyis Mexikó Csapata, arra utalva, hogy ez volt az első mexikói labdarúgóklub.